# Houda-Imane Faraoun

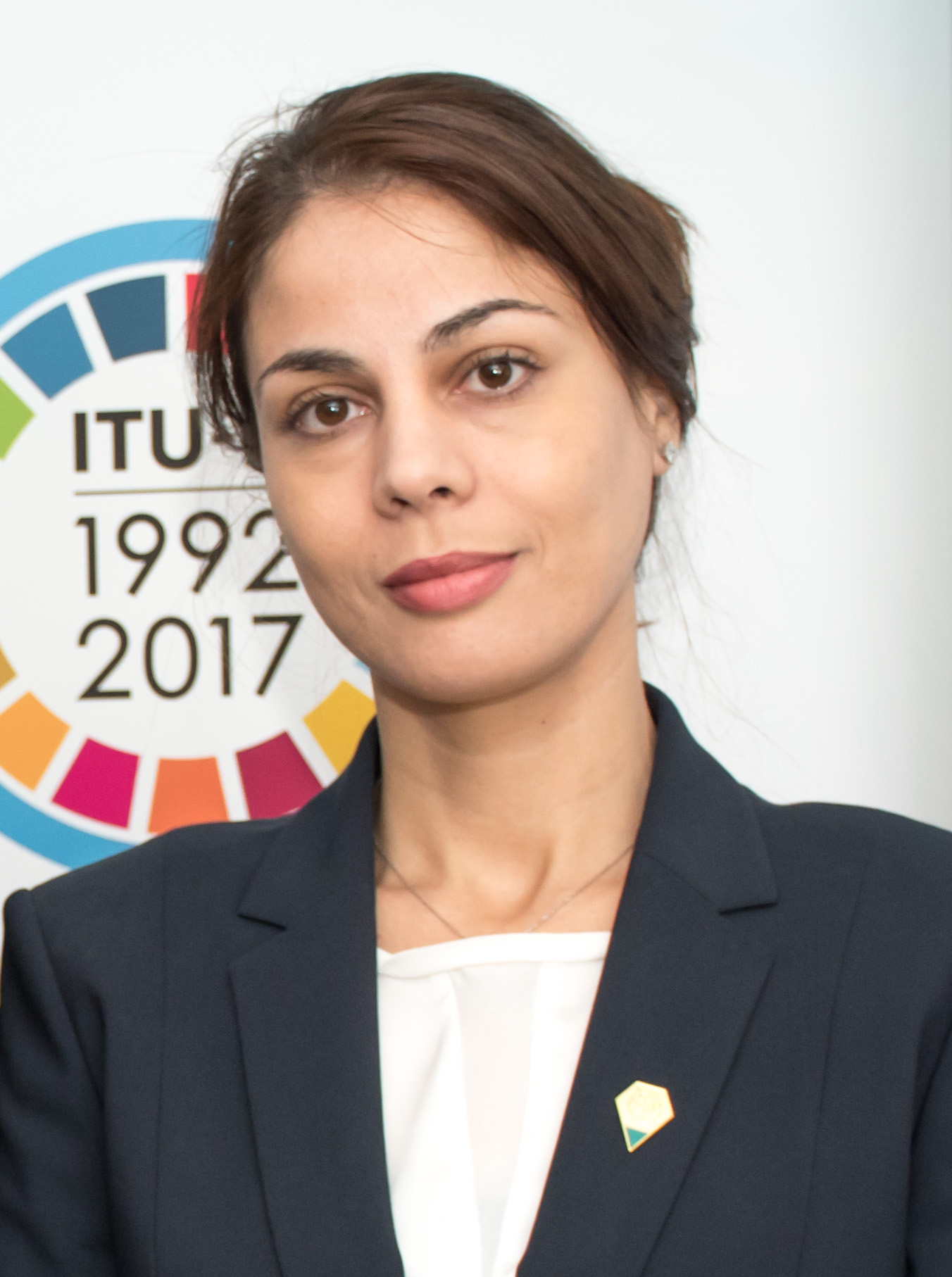
Houda-Imane Faraoun, 2017

Houda-Imane Faraoun (arabisch هدى إيمان فرعون, DMG Hudā Īmān Firʿaun; * 16. Juni 1979 in Sidi Bel Abbès) ist eine algerische Physikerin und Forscherin. Vom 15. Mai 2015 bis zum 4. Januar 2020 war sie Ministerin für Post sowie Informations- und Kommunikationstechnologien.
Sie war die jüngste Ministerin in der Regierung Sellal und eine der jüngsten Persönlichkeiten in der Geschichte des unabhängigen Algeriens, die ein Ministeramt bekleideten.

## Leben

### Jugend und Studium
Houda Imane Faraoun wuchs in Sidi Bel Abbès auf. Nach ihrem Abitur im Jahr 1995 am Gymnasium Si El Haouès in Sidi Bel Abbès schrieb sie sich im Alter von sechzehn Jahren an der Universität Djillali Liabes in Sidi Bel Abbès ein, wo sie 1999 ein erster Abschluss in Physik erwarb. 2002 schloss sie ihr Studium der Festkörperphysik als Master mit Auszeichnung ab. Sie setzte ihre Spezialisierung fort, indem sie sich an derselben Universität für ein Doktorat einschrieb, um theoretische Arbeiten über die Simulationsmethoden von Metallen und ihren Legierungen zu entwickeln.
Sie erhielt ein Stipendium der Region Franche-Comté, in der sie 2005 an der Technischen Universität Belfort-Montbéliard in Ingenieurwissenschaften promovierte.

### Akademische Laufbahn
Nach ihrem Studium in Frankreich ging Houda-Imane Faraoun an die Universität Abou Bekr Belkaid in Tlemcen; sie erhielt ihre Habilitation in 2008 und wurde 2013 im Alter von 34 Jahren Universitätsprofessorin. Anschließend wurde sie zur Direktorin der Thematischen Agentur für Forschung in Wissenschaft und Technologie (ATRST) ernannt, wo sie Doktoranden betreute und an der Arbeit der Jurymitglieder für Dissertationen beteiligt war. Sie hat den Vorsitz der Intersektoralen Kommission für die Förderung, Programmierung und Bewertung der wissenschaftlichen und technischen Forschung „Grundlagenwissenschaften“ inne und ist Mitglied des ständigen sektoralen Ausschusses des MESRS. Darüber hinaus war sie Vorsitzende des Verwaltungsrats des Centre de recherche en analyse physico-chimiques (CRAPC) und der Kommission für das öffentliche Auftragswesen des Centre de recherche en économie appliquée pour le développement (CREAD) sowie Mitglied des Verwaltungsrats der Agence nationale de valorisation des résultats de la recherche et du développement technologique (ANVREDET).

### Politische Karriere
Am 14. Mai 2015 wurde sie zur Ministerin für Post sowie Informations- und Kommunikationstechnologien ernannt. Sie trat in die 4. Regierung Abdelmalek Sellal ein und löste Zohra Derdouri ab.

### Rechtsfälle
Im Jahr 2019 wurde gegen Houda-Imane Faraoun eine Klage wegen Korruption eingereicht. Am 3. Januar 2020 wurde sie nicht wieder in die Regierung von Djerad berufen, und am 6. Januar wurde sie von der Gendarmerie angehört. Am 28. Juni 2020 wurde sie im Rahmen der Korruptionsermittlungen gegen die Brüder Kouninef vom Untersuchungsrichter des Obersten Gerichtshofs angehört. Sie wurde am 8. Dezember 2020 in Untersuchungshaft genommen und im Oktober 2021 erstinstanzlich zu 3 Jahren Gefängnis verurteilt. Das Urteil wegen „Verschwendung öffentlicher Gelder, Amtsmissbrauchs und der Gewährung ungebührlicher Privilegien bei der Vergabe öffentlicher Aufträge“ wurde im Dezember 2022 bestätigt.

## Veröffentlichungen
Houda-Imane Faraoun ist Autorin von mehr als vierzig wissenschaftlichen Veröffentlichungen und hat mehrere Vorträge auf nationaler und internationaler Ebene gehalten. Sie ist Mitglied des Promotionsausschusses „Physik der kondensierten Materie“ und außerdem verantwortlich für das Fachgebiet „Metalle und Legierungen“ sowie Leiterin eines Forschungsteams in der Forschungseinheit der Abou-Bakr-Belkaid-Universität.

## Einfluss
Im Jahr 2015 wurde Houda-Imane Feraoun von der Zeitschrift Forbes (Ausgabe für den Nahen Osten) auf Platz 9 der mächtigsten arabischen Frauen in der Regierung gewählt.